# Tambovská oblast
Tambovská oblast (rusky Тамбо́вская о́бласть, Tambovskaja oblasť) je jedna z oblastí (federálních subjektů) ve středním Rusku. Administrativním centrem je město Tambov. V roce 2020 se počet obyvatel pohyboval těsně nad hranicí jednoho milionu.

## Historie
Původně byl Tambov sídlem rozlehlé gubernie (od roku 1796). Po několika vlnách územně-správních změn v počátcích SSSR vznikla Tambovská oblast vydělením z Voroněžské oblasti 27. září 1937.
Tambovské povstání v letech 1920–1921 bylo jedno z největších lidových povstání během občanské války v Rusku proti moci Sovětů.

## Oblastní symboly

### Vlajka
Vlajka Tambovské oblasti je tvořena listem o poměru stran 2:3, se dvěma svislými pruhy: červeným a modrým. Uprostřed vlajky je znak oblasti, jehož šířka je 1/6 délky listu.

## Geografie
Tambovská oblast se nalézá v evropské části Ruska a spadá pod Centrální federální okruh. Patří mezi menší administrativní celky Ruska (co do rozlohy zaujímá 63. místo). Rozkládá se ve vzdálenosti přibližně 400–500 km jihovýchodně od ruské metropole Moskvy. Sousedí s pěti dalšími oblastmi – Lipeckou, Rjazaňskou, Penzenskou, Saratovskou a Voroněžskou.
Oblast leží v středu Oksko-donské roviny, částečně do ní zasahuje i Středoruská vysočina. Má úrodnou černozemní půdu. Leží na rozvodí mezi Donem a Volhou – Tambovem protéká řeka Cna (povodí Oky, potažmo Volhy), zatímco řeky Voroněž a Biťug směřují na jih a ústí do Donu, stejně jako řeky Savala a Vorona (přítok Chopjoru) na východě oblasti.

## Administrativní dělení
Oblast se člení na 7 městských okruhů a 23 rajónů, ve kterých se dále nachází 247 obcí. Vedle Tambova (293 000 obyv.) je dalším větším městem Mičurinsk (93 000), dále pak Rasskazovo, Moršansk, Kotovsk, Kirsanov a Uvarovo.

## Obyvatelstvo
Oblast během 20. století postihlo vylidňování venkova, které pokračuje i v 21. století. Počet obyvatel se v roce 2005 odhadoval na 1 144 800, v roce 2020 to bylo již jen 1 006 700.
- Narození: 9911(2007)
- Úmrtí: 19 537(2007)[4]
- Obyvatel žijících ve městech: 57,2 %
- Obyvatel žijících na venkově: 42,8 %
- Roční přírůstek obyvatel: 0,2 %

### Národnostní složení
Oblast patří v rámci Ruska mezi národnostně homogenní: 96,5 % tvořili v roce 2002 Rusové, zbytek menšiny zastoupená každá méně než 1 % (Ukrajinci, Romové, Arméni, Tataři aj.)

## Průmysl a doprava
Oblast spadá pod Centrálně-černozemní ekonomický rajón. V průmyslu převažuje potravinářství a strojírenství. Oblastí prochází ropovod Družba.
Přes Mičurinsk na západě oblasti vede hlavní železniční tah JIhovýchodní dráhy Moskva – Rostov na Donu. Zbývající tratě jsou neelektrifikované a vedou ve směru Mičurinsk – Tambov – Saratov a Tambov – Balašov.